# Тобарра
Тобарра (ісп. Tobarra) — муніципалітет в Іспанії, у складі автономної спільноти Кастилія-Ла-Манча, у провінції Альбасете. Населення — 8207 осіб (2010).
Муніципалітет розташований на відстані близько 270 км на південний схід від Мадрида, 48 км на південь від Альбасете.
На території муніципалітету розташовані такі населені пункти: (дані про населення за 2010 рік)
- Альхубе: 201 особа
- Кордовілья: 299 осіб
- Мора-де-Санта-Кітерія: 94 особи
- Сантьяго-де-Мора: 275 осіб
- Сьєрра: 162 особи
- Тобарра: 7053 особи
- Лос-Мардос: 123 особи

## Демографія
Динаміка населення (INE ):

## Галерея зображень
- Розташування муніципалітету у провінції Альбасете

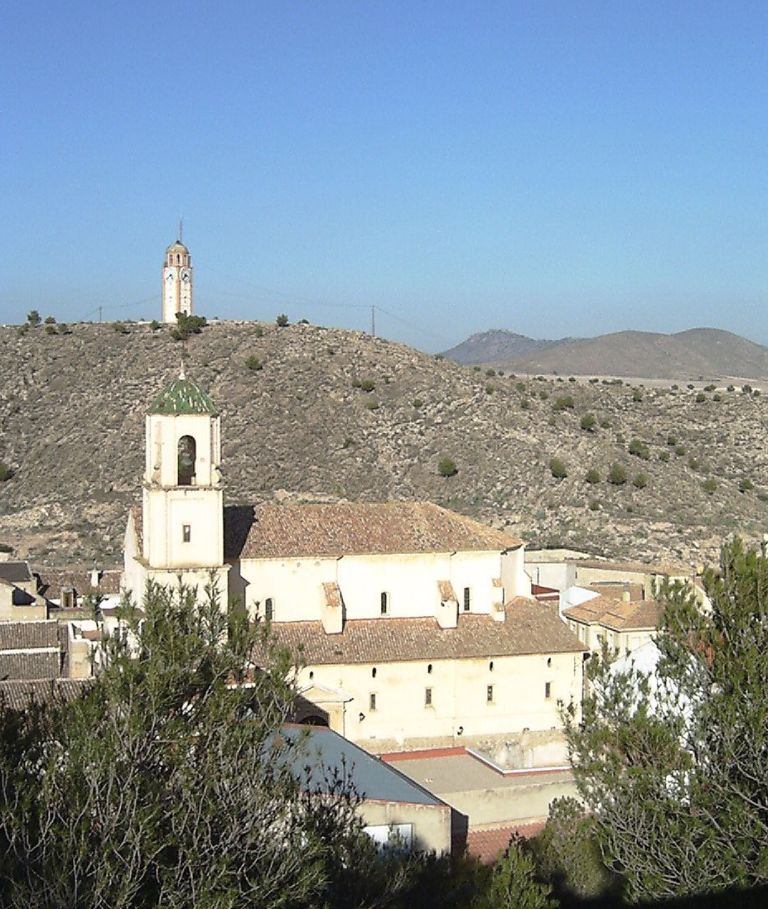
Церква Ла-Асунсьйон і міський годинник